# Красноголовая пиранга
Красноголовая пиранга, или западная танагра (лат. Piranga ludoviciana) — вид певчих птиц из семейства кардиналовых, распространённый в западной части Северной Америки.

## Описание
Красноголовая пиранга достигает длины 16—19 см и массы от 24 до 36 г. Размах крыльев составляет около 29 см. Выражен половой диморфизм. У взрослых самцов в сезон размножения ярко-красное лицо, а затылок, плечи и надхвостье жёлтого цвета. Передняя часть спины, крылья и хвост чёрные. На крыльях заметны светлые полосы. Нижняя часть тела жёлтая. Вне сезона размножения голова имеет лишь красноватый оттенок, а окраска оперения тела с оливковым оттенком. У самок жёлтая голова и оливковая спина; крылья и хвост тёмные.